# Garden City (Alabama)
Garden City è un comune degli Stati Uniti d'America situato nelle contee di Cullman, Blount dello Stato dell'Alabama.